# 霍勒斯·沃波爾
第四代奧福德伯爵霍勒斯·沃波尔（英語：Horace Walpole，1717年9月24日—1797年3月2日），是英國藝術史學家，文學家，輝格黨政治家。
他以倫敦西南部特威克納姆草莓山莊（Strawberry Hill House）聞名於世，他以這棟建築作為哥特小說《奧特蘭托堡（或譯奧托蘭多城堡）》背景。

## 家族
他是英國第一任首相罗伯特·沃波尔兒子、海軍上將第一代纳尔逊子爵霍雷肖·纳尔逊親戚。